# Федина, Марта Вадимовна
Марта Вадимовна Федина (укр. Марта Вадимівна Фєдіна; род. 1 февраля 2002, Харьков) — украинская спортсменка, выступающая в синхронном плавании. Четырёхкратная чемпионка Европы 2018 и 2020 годов, призёр чемпионата мира (2019). Выступает в дуэте и в групповых упражнениях. Двукратный бронзовый призёр Олимпийских игр 2020 года в Токио. Студентка Харьковского национального университета имени В. Н. Каразина.

## Карьера
В 2018 году в технической программе среди групп в составе команды Украины стала чемпионкой Европы. 
В 2019 году на чемпионате мира в Кванджу в паре с Анастасией Савчук завоевала бронзовую медаль в технической программе среди дуэтов. 
В мае 2021 года на чемпионате Европы по водным видам спорта, который проходил в Венгрии в Будапеште, Марта в технической программе солисток завоевала золотую медаль и стала двукратной чемпионкой Европы. В произвольной программе у солисток Федина стала обладателем серебряной медали. Две серебряные медали Марта завоевала в технических программах в дуэте и в команде. 
Перечень основных спортивных достижений:
Чемпионаты мира:
- 2019 год, Кванджу: бронза в технической программе среди дуэтов.

Чемпионаты Европы:
- 2018 год, Глазго: золото в технической программе среди групп.
- 2021 год, Будапешт: золото в технической программе солисток.

## Награды
- Орден «Орден княгини Ольги» III степени (16 августа 2021) — за достижение высоких спортивных результатов на ХХХІІ летних Олимпийских играх в  городе Токио (Япония), проявленные самоотверженность и волю к победе[4].